# Тренёвка
Тренёвка — хутор в Миллеровском районе Ростовской области. Входит в Тренёвское сельское поселение.

## География

### Улицы
| - ул. Восточная, - ул. Заречная, - ул. Заря, - ул. Мира, - ул. Российская, - ул. Степная, - ул. Тренева, | - пер. Дачный, - пер. Молодёжный, - пер. Садовый, - пер. Школьный. |

## История
Тренёвка названа по фамилии землевладельца Андрея Кирилловича Тренёва, отца Константина Андреевича Тренёва (1875—1945) — советского писателя и драматурга. Писатель иногда бывал в имении отца и написал ряд рассказов о хуторянах и хуторе. Большой дом А. К. Тренева был уничтожен после Революции 1917 года.

## Население
| 2010 |
| ---- |
| 355  |